# Trapped – Gefangen in Island/Staffel 1
Dieser Artikel behandelt die in der isländischen Fassung 10-teilige erste Staffel der isländisch-deutschen Fernsehserie Trapped – Gefangen in Island.

## Handlung
Die Episodennummern beziehen sich auf die 50-minütigen Episoden der Originalfassung. Die Handlung spielt an zehn aufeinanderfolgenden Tagen.

### Episoden 1 bis 5
Bei einem Brand in einem Kühlhaus an der isländischen Küste stirbt im Jahr 2008 Dagný, die Freundin des jugendlichen Hjörtur Stefánsson, kurz nach dem gemeinsamen Liebesspiel. Sieben Jahre danach setzt die Haupthandlung ein. Während eine dänische Fähre in den Hafen der isländischen Küstenstadt Seyðisfjörður einläuft, finden Fischer im Fjord, an dessen Ende die Stadt liegt, zufällig einen männlichen Torso. Polizeichef Andri Ólafsson geht davon aus, dass der Mörder noch auf der Fähre ist, und verhindert deshalb zunächst, dass die Passagiere die Fähre verlassen dürfen. Die Prüfung der Passagierliste durch die Polizei ergibt, dass sich an Bord der vorbestrafte litauische Menschenhändler Jonas Malakauskas befindet. Wegen eines starken Schneesturms können die für weitere Ermittlungen angeforderten Polizisten aus Reykjavík nicht nach Seyðisfjörður kommen. Deshalb und weil der Fährkapitän wegen Treibstoffmangels die Heizung auf der Fähre abstellt, bleibt Andri keine andere Wahl, als die Passagiere anlanden zu lassen. Jonas, der in seinem Wohnwagen zwei dunkelhäutige Frauen transportiert, flüchtet vor der Polizei, kann jedoch kurz darauf von Andri und seinen Kollegen ergriffen und inhaftiert werden.
Die Polizei ermittelt, dass Hjörtur als Bediensteter der Fähre eingereist und nun auf Landgang ist und dass er während der Fahrt Streit mit dem nun unauffindbaren Schweizer Björn Weißmann hatte, bei dem es sich möglicherweise um den Toten handelt. Hjörtur fotografiert die Leiche im Kühlraum und publiziert Fotos von ihr auf Twitter. Dadurch erfährt die Polizei, dass die Leiche aus dem Kühlraum gestohlen wurde. Unterdessen ist Andris Ehefrau Agnes, von der er getrennt lebt, zu Besuch nach Seyðisfjörður gekommen, und zwar – für Andri überraschend – mit ihrem neuen Freund Sigvaldi. Gemeinsam entdecken sie zufällig die beiden schwarzen Frauen und informieren die Polizei. Die Frauen sind nigerianische Schwestern und wurden körperlich misshandelt. Jonas flieht aus der polizeilichen Haft, ehe er mit dem gestohlenen Polizeiauto im Schneesturm einen tödlichen Verkehrsunfall hat.
Unterdessen fotografiert Hjörtur aus purer Faszination verschiedene Personen im ganzen Ort, darunter auch Andris Kinder und Eiríkurs andere Tochter Johanna, die Dragný sehr ähnlich sieht. Etwas später kommen die Polizisten ihm über das Twitter-Konto auf die Spur und verhaften ihn. Er leugnet aber, den Leichnam gestohlen zu haben. Wenig später findet man im Fjord einen weiteren Teil der Leiche, und zwar einen Arm, sowie persönliche Gegenstände des Toten. Die Polizei erkennt nun, dass der Tote und sein Mörder nicht auf dem Schiff waren, sondern in Seyðisfjörður. Hjörtur wird daraufhin wieder freigelassen. Dagný ist die Tochter von Andris Schwiegervater Eiríkur, der bislang davon ausging, Hjörtur sei sowohl für ihren Tod als auch den aktuellen Mord verantwortlich. Nach Hjörturs Freilassung überdenkt Eiríkur auf Andris Anregung hin aber seine Einstellung und beschuldigt ihn nicht länger.
In Seyðisfjörður plant eine Projektgruppe unter Leitung des Parlamentariers Friðrik, den Hafen der Stadt stark auszubauen, damit dort künftig Schiffe auf der Fahrt von China in Richtung USA halten können. Zur Projektgruppe gehören auch Hrafn Eysteinsson, Bürgermeister und früherer Polizeichef von Seyðisfjörður, sowie Sigurður Guðmundsson, auch Siggi genannt, der als Wachmann arbeitet. Für den Ausbau müssten etliche Anlieger des Fjords ihre Grundstücke verkaufen. Zu ihnen gehört auch Siggis Vater Guðmundur, der gegen das Projekt ist und sich vehement weigert, sein Grundstück dafür zur Verfügung zu stellen.
Die Polizei ermittelt, dass der Mann, dessen Leiche im Fjord entdeckt wurde, sich vor seinem Tod im örtlichen Restaurant mit Friðrik getroffen hat. Der kann ihn so gut beschreiben, dass die Polizei den Toten als einen Berufsverbrecher namens Geirmundur Jónsson identifiziert, der vor Jahren, als Hrafn noch Polizeichef war, schon einmal im örtlichen Polizeirevier in Gewahrsam war. Hrafn, von Andri daraufhin zur Rede gestellt, kann weder das damalige spurlose Verschwinden von Geirmundur noch die Unauffindbarkeit von dessen Polizeiakte erklären und erweckt damit Andris Misstrauen. Nach dem Gespräch mit Andri ist Hrafn so ungehalten, dass er zu Hause seine Ehefrau Kolbrun misshandelt.
Unterdessen gibt Þór Snædal, der Kollege des Kriminalkommissars Trausti Einarsson in Reykjavík, den Andri telefonisch über die Ermittlungen unterrichtet, insgeheim den aktuellen Ermittlungsstand an die Journalistin Ragna weiter, da er ihr noch einen Gefallen schuldig sei.
Guðmundur macht sich daran, am Berghang in der Nähe von Seyðisfjörður mit einer Explosion eine kontrollierte Lawine auszulösen, um so vorsorglich Gefahr für Menschen abzuwenden. Als Andri und Siggi ihn in letzter Minute davon abhalten wollen, löst er mit der Explosion zwei Lawinen aus, durch die er selbst schwer verletzt wird und nach erfolglosen Rettungsmaßnahmen stirbt. Unter dem Schock der Ereignisse äußert Siggi gegenüber Andri mehrfach seinen Unmut über Hrafn und dessen Wirken. Durch die Lawinen wurden die Strom- und Telefonleitungen, die Seyðisfjörður versorgen, durchtrennt und die Zufahrtsstraße verschüttet. Dadurch und durch das Wetter sowie Treibeis ist der Ort nun weitestgehend von der Außenwelt abgeschnitten.
Ein Unbekannter sperrt Hrafn in dessen Schuppen ein und legt Feuer, Kolbrun lässt ihn teilnahmslos gewähren, während ihr Mann um Hilfe schreit.

### Episoden 6 bis 10
Der Bürgermeister ist in seinem Schuppen verbrannt, die Polizei ermittelt wegen Mordes. Kolbrun belügt die Polizei durch ihre Aussage, zu spät von dem Feuer erfahren zu haben. Unterdessen entdeckt Andris Kollege, der Polizist Ásgeir, im örtlichen Schwimmbad, wo Jugendliche eine illegale Party gefeiert haben, beim Schweizer Touristen Björn Weißmann eine Kamera, die einen lautstarken Streit zwischen Siggi und Geirmundur zeigt. Als die Polizei Siggi damit konfrontiert, flüchtet er mit einem Boot. Die Polizisten überwältigen ihn, entdecken im Laderaum des Boots den gestohlenen Torso von Geirmundur und verhaften Siggi wegen Mordverdachts. Unterdessen ist das Wetter besser geworden, sodass der Kriminalpolizist Trausti Einarsson und sein Team aus Reykjavík eintreffen. Trausti verdächtigt den sichtlich traumatisierten und sprachlosen Siggi des Mordes an Hrafn und Geirmundur, setzt ihn für ein schriftliches Geständnis unter Druck und präsentiert ihn daraufhin der Presse als Mörder. Kurz nachdem Trausti mit seinem Team und Siggi an Bord per Hubschrauber aus Seyðisfjörður abgehoben haben, begeht Siggi verzweifelt Suizid, indem er sich aus dem Hubschrauber stürzt. Danach macht Andri Trausti den Vorwurf, dass seine Ermittlung unsauber und das Geständnis unplausibel gewesen sei. Als Reaktion darauf stellt Trausti seinerseits Andris Kompetenz in Frage und verweist dabei auf einen unaufgeklärten Entführungsfall aus Andris beruflicher Vergangenheit.
Es stellt sich heraus, dass Hrafn für Maria, Mutter des ohne Vater aufwachsenden Jungen Maggi, wie ein väterlicher Freund war und dass der Unternehmer Leifur, ein Vertrauter von Siggi und Guðni, ein Großvater von Maggi ist.
Hjörtur äußert sich gegenüber Andri überrascht darüber, dass Geirmundur der Tote war, und erklärt ihm, dass er Geirmundur vor Jahren in Spanien kennengelernt habe. Währenddessen sind Søren Carlsen, der Kapitän der Fähre, und der mit ihm auf der Fähre weilende Dvalinn Knudsson auf der Suche nach den beiden Nigerianerinnen, ohne die sie mit der Fähre nicht ablegen wollen. Die Polizei geht einem möglichen Zusammenhang zwischen den Morden und den Nigerianerinnen nach und verhaftet in diesem Zuge Carlsen, da er in den Menschenschmuggel mit den beiden Frauen verwickelt ist. Als Gegenleistung für juristische Immunität und die Sicherheit seiner Familie sagt er aus, dass Dvalinn für den Menschenhandel verantwortlich und Teil eines Netzwerks von mächtigen Männern sei. Andri und seine Kollegen können Dvalinn, der polizeibekannt und extrem gefährlich ist, nach kurzer Flucht verhaften; er wird daraufhin in polizeiliche Obhut in Reykjavík überstellt.
Unterdessen hat Andri bei der Befragung von Siggis Ehefrau Aldis erfahren, dass Siggi in der Nacht von Geirmundurs Tod von Hrafn zu sich gerufen wurde und nach Stunden völlig verstört zurückkehrte.
Am achten Tag tauschen Andri und Agnes erneut Zärtlichkeiten miteinander aus, ohne dies Sigvaldi mitzuteilen. Am selben Abend entdeckt Andri zu Hause beim Füllen der Waschmaschine zufällig in Eiríkurs Hose einen Schlüssel für das Vorhängeschloss, mit dem Hrafn vor seinem Feuertod im Schuppen eingesperrt wurde. Von Andri daraufhin zur Rede gestellt, gibt Eiríkur die Ermordung Hrafns zu und begründet sie mit Hrafns Rolle bei Dagnýs Tod vor sieben Jahren, die für Eiríkur erst durch die kürzlich erlangte Gewissheit klar geworden ist, Hjörtur könne nicht Dagnýs Mörder sein. Der damalige Polizeichef Hrafn hatte Eiríkur, zu der Zeit als Versicherungsvertreter tätig, über die Todesumstände belogen und offensichtlich selbst für den Ausbruch des Brandes gesorgt und dafür, dass Hjörtur aus dem brennenden Kühlhaus geholt und als Schuldiger für das Feuer verurteilt wurde. Hrafn hatte damit erreicht, dass er und einige Vertraute während der Weltfinanzkrise die Versicherungssumme für das Gebäude erhielten. Die Aussage Eiríkurs wird durch polizeiliche Ermittlungen untermauert, denen zufolge das abgebrannte Kühlhaus einst Leifur gehörte. Die ursprünglich für den Bau des neuen Kühlhauses gegründete, von Leifur geführte Firma Drengö, an der Hrafn und Guðni nun finanziell beteiligt sind, betreibt den Hotelneubau und hat bereits zahlreiche Grundstücke für die potentiellen chinesischen Hafenbetreiber erworben.
Über den Hinweis eines Mannes, der zum Zeitvertreib per Fernrohr Ausschau hält, stoßen die Polizisten auf das Auto, mit dem Geirmundur nach seinem Streit mit Hrafn weggefahren ist. Sie finden es geparkt vor Marias Haus und mit einem Geschenk für Maggi. Beim polizeilichen Verhör von Maria wird deutlich, dass sie ungefähr zur Zeit des Kühlhausbrandes von Geirmundur vergewaltigt wurde und dass dabei Maggi gezeugt wurde. Nach Geirmundurs kürzlicher Rückkehr nach Seyðisfjörður hatte er wegen Maggi Streit mit Maria, die sich dabei mit einem Messer verteidigte, durch das er unglücklicherweise ums Leben kam. Hrafn, Guðni, Leifur und Siggi halfen ihr danach bei der Beseitigung der Leiche.
Die Polizisten finden nun heraus, dass Geirmundur das Feuer im Kühlhaus in Hrafns Auftrag gelegt und, überrascht über Personen in dem Gebäude, Hjörtur vor dem Flammentod gerettet hatte. Als Guðni und Leifur per Boot aus Seyðisfjörður flüchten wollen, werden sie von der Polizei davon abgehalten und schließlich verhaftet. Kolbrun setzt die Bestrebungen von Hrafn fort, am Fjord einen Hafen für die Schiffsroute zwischen China und Amerika zu bauen. Agnes zieht mit den Kindern und Sigvaldi nach Reykjavík.

## Besetzung und Synchronsprecher
| Schauspieler              | Rollenname                   | Dt. Synchronsprecher | Rolle                                                                                     |
| ------------------------- | ---------------------------- | -------------------- | ----------------------------------------------------------------------------------------- |
| Ólafur Darri Ólafsson     | Andri Ólafsson               | Matti Klemm          | Polizeichef, Ex-Mann von Agnes, Schwiegersohn von Eiríkur                                 |
| Ilmur Kristjánsdóttir     | Hinrika Kristjánsdóttir      | Anne Helm            | Polizistin                                                                                |
| Ingvar Eggert Sigurðsson  | Ásgeir Þórarinsson           | Frank Röth           | Polizist                                                                                  |
| Baltasar Breki Samper     | Hjörtur Stefánsson           | Henning Nöhren       | Freund von Dagný Eiríksdóttir                                                             |
| Bjarne Henriksen          | Søren Carlsen                | Lutz Schnell         | Kapitän der dänischen Fähre                                                               |
| Nína Dögg Filippusdóttir  | Agnes                        | Victoria Sturm       | Ex-Frau von Andri                                                                         |
| Pálmi Gestsson            | Hrafn Eysteinsson            | Bodo Wolf            | Bürgermeister und ehemaliger Polizeichef von Seyðisfjörður                                |
| Þorsteinn Bachmann        | Sigurður „Siggi“ Guðmundsson | Jaron Löwenberg      | Wachmann                                                                                  |
| Þorsteinn Gunnarsson      | Eiríkur Davidsson            | Uli Krohm            | Schwiegervater von Andri, Vater von Dagný Eiríksdóttir, ehemaliger Versicherungsvertreter |
| Kristján Franklin Magnúss | Guðni                        | Charles Rettinghaus  | Hoteldirektor                                                                             |
| Hans Tórgarð              | Dvalinn Knudsson             | ?                    | Färöischer Krimineller                                                                    |
| Jóhann Sigurðarson        | Leifur                       | Detlef Bierstedt     | Unternehmer                                                                               |
| Stefán Jónsson            | Geirmundur Jónsson           | Sven Fechner         | Verbrecher                                                                                |
| Lilja Nótt Þórarinsdóttir | Maria                        | Ranja                | Mutter von Maggi, Tochter von Leifur                                                      |
| Björn Hlynur Haraldsson   | Trausti Einarsson            | Dennis Schmidt-Foß   |                                                                                           |

## Episodenliste
| RÚV-Fassung | RÚV-Fassung   | ZDF-Fassung | ZDF-Fassung   |                      |                                                                            |
| Ep.         | Erstausstr.   | Ep.         | Erstausstr.   | Regisseur            | Drehbuchautoren                                                            |
| ----------- | ------------- | ----------- | ------------- | -------------------- | -------------------------------------------------------------------------- |
| 1           | 27. Dez. 2015 | 1           | 19. Feb. 2017 | Baltasar Kormákur    | Sigurjón Kjartansson, Clive Bradley                                        |
| 2           | 3. Jan. 2016  | 1           | 19. Feb. 2017 | Baldvin Zophoníasson | Sigurjón Kjartansson, Clive Bradley, Jóhann Ævar Grímsson                  |
| 3           | 10. Jan. 2016 | 2           | 26. Feb. 2017 | Baldvin Zophoníasson | Sigurjón Kjartansson, Clive Bradley, Ólafur Egilsson                       |
| 4           | 17. Jan. 2016 | 2           | 26. Feb. 2017 | Baldvin Zophoníasson | Sigurjón Kjartansson, Clive Bradley, Ólafur Egilsson, Jóhann Ævar Grímsson |
| 5           | 24. Jan. 2016 | 3           | 5. März 2017  | Óskar Thór Axelsson  | Sigurjón Kjartansson, Clive Bradley, Ólafur Egilsson                       |
| 6           | 31. Jan. 2016 | 3           | 5. März 2017  | Börkur Sigþórsson    | Sigurjón Kjartansson, Clive Bradley, Jóhann Ævar Grímsson                  |
| 7           | 7. Feb. 2016  | 4           | 12. März 2017 | Óskar Thór Axelsson  | Sigurjón Kjartansson, Clive Bradley, Ólafur Egilsson, Jóhann Ævar Grímsson |
| 8           | 14. Feb. 2016 | 4           | 12. März 2017 | Óskar Thór Axelsson  | Sigurjón Kjartansson, Clive Bradley, Ólafur Egilsson, Jóhann Ævar Grímsson |
| 9           | 21. Feb. 2016 | 5           | 19. März 2017 | Börkur Sigþórsson    | Sigurjón Kjartansson, Clive Bradley                                        |
| 10          | 21. Feb. 2016 | 5           | 19. März 2017 | Baltasar Kormákur    | Sigurjón Kjartansson, Clive Bradley                                        |

## Kritiken
- Ellie Violet Bramley: Trapped – the Icelandic thriller that's the unexpected TV hit of the year so far, in: The Guardian vom 7. März 2016
- Alva Gehrmann: Viele Krimis, kaum Morde, in: Der Spiegel vom 16. Feb. 2017
- Arnold Hohmann: „Trapped – Gefangen in Island“ – Morden im hohen Norden, in: Berliner Morgenpost vom 19. Feb. 2017
- Jan Freitag: Mord im Eisschrank, in: Stuttgarter Zeitung vom 14. Feb. 2017
- Carolin Ströbele: Entfesselte Gier, in: Zeit online vom 17. Feb. 2017